# Glaucidium

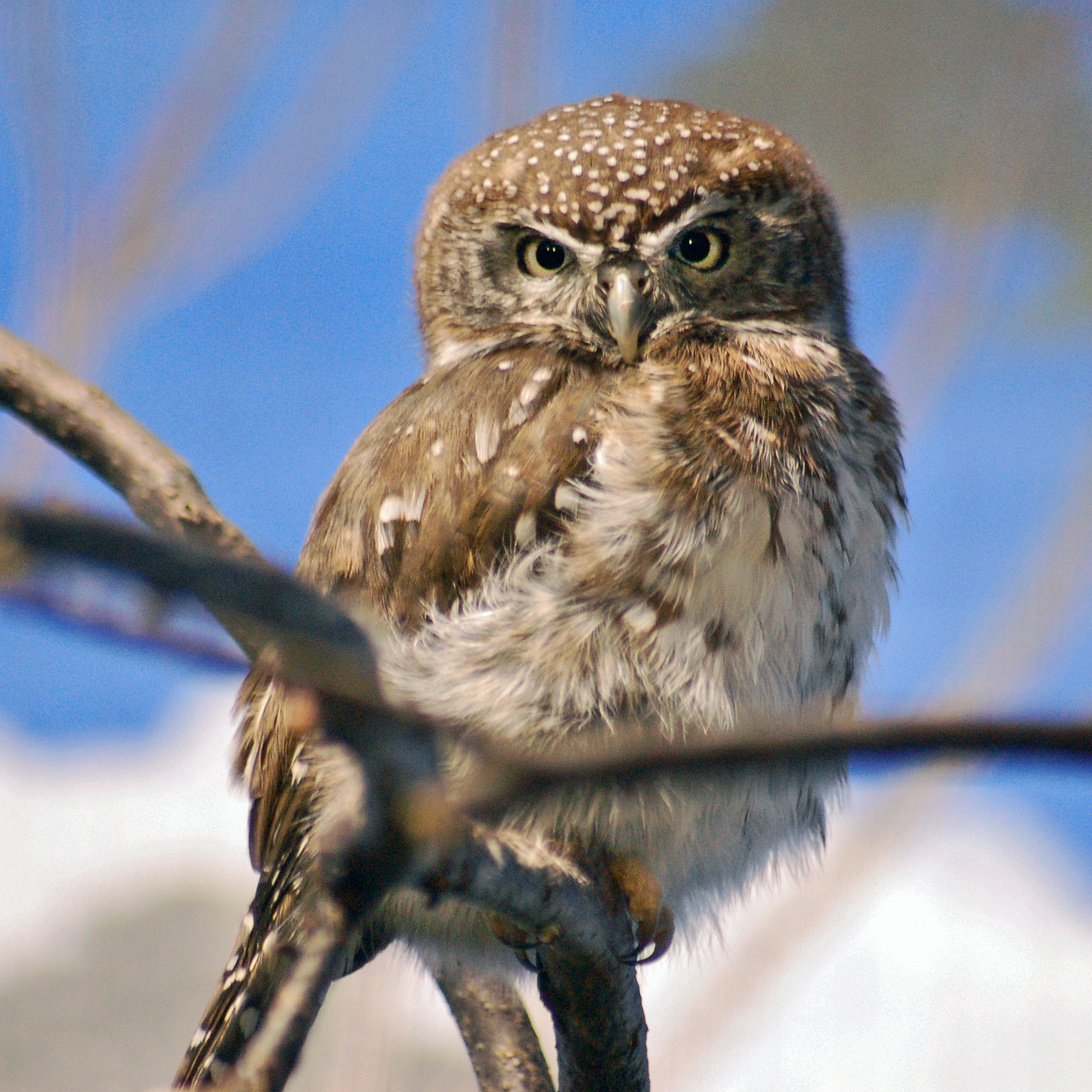
Gyöngyös törpekuvik (Glaucidium perlatum)

A Glaucidium vagy magyarul törpekuvik a madarak osztályának bagolyalakúak (Strigiformes) rendjébe és a bagolyfélék (Strigidae) családjába és a Surniinae alcsaládba tartozó nem.

## Rendszerezés
A nembe az alábbi 21 faj tartozik:
- perui törpekuvik (Glaucidium peruanum)
- európai törpekuvik (Glaucidium passerinum)
- fürjbagoly (Glaucidium brodiei)
- vörösmellű törpekuvik (Glaucidium tephronotum)
- pompás törpekuvik (Glaucidium sjostedti)
- hegyi törpekuvik (Glaucidium gnoma)
- kubai törpekuvik (Glaucidium siju)
- Costa Rica-i törpekuvik (Glaucidium costaricanum)
- Cloud-erdei törpekuvik (Glaucidium nubicola)
- andoki törpekuvik (Glaucidium jardinii)
- Yuncas-törpekuvik (Glaucidium bolivianum)
- szubtrópusi törpekuvik (Glaucidium parkeri)
- amazóniai törpekuvik (Glaucidium hardyi)
- pernambucoi törpekuvik (Glaucidium mooreorum)
- parányi törpekuvik (Glaucidium minutissimum)
- Araukán törpekuvik (Glaucidium nana vagy Glaucidium nanum)
- közép-amerikai törpekuvik (Glaucidium griseiceps)
- Tamaulipas törpekuvik (Glaucidium sanchezi)
- gyöngyös törpekuvik (Glaucidium perlatum)
- rozsdás törpekuvik (Glaucidium brasilianum)
- Colima-törpekuvik (Glaucidium palmarum)

Áthelyezve a Smithiglaux nembe
- fokföldi törpekuvik (Smithiglaux capense vagy Glaucidium capense)
- Albertine-törpekuvik (Smithiglaux albertinum vagy Glaucidium albertinum)

Áthelyezve a Taenioglaux nembe
- kakukkhangú törpekuvik (Taenioglaux cuculoides vagy Glaucidium cuculoides)
- trillázó törpekuvik (Taenioglaux castanopterum vagy Glaucidium castanopterum)
- dzsungel törpekuvik (Taenioglaux radiatum vagy Glaucidium radiatum)
- gesztenyebarnahátú törpekuvik (Taenioglaux castanonotum vagy Glaucidium castanonotum)